# Hermann Abtmeyer
Hermann Abtmeyer (* 26. Dezember 1907 in Badenstedt (heute Hannover); † 27. Mai 1970 in Stuttgart) war ein deutscher Industriemanager. Er bekleidete zahlreiche Führungspositionen im Verbund der amerikanischen International Telephone & Telegraph (ITT) aus New York. Bekannt war er vor allem als langjähriger Vorstandsvorsitzender und späterer Aufsichtsrat der deutschen Konzerntochter Standard Elektrik Lorenz mit Sitz in Stuttgart. Außerdem war er Präsidialmitglied des Zentralverbands der Elektrotechnischen Industrie und Vorsitzender des Fachverbandes Fernmeldetechnik im Zentralverband Elektrotechnik- und Elektronikindustrie (ZVEI), Handelsrichter in Stuttgart und Mitglied der deutsch-amerikanischen Handelskammer.

## Leben
Abtmeyer durchlief zunächst eine praktische Ausbildung bei der Telefonfabrik vorm. J. Berliner in Hannover. Im Jahr 1928 übernahm er eine Stelle bei der Mix & Genest AG, einer Firma aus der Gründerzeit der deutschen Elektroindustrie mit Schwerpunkt Telegraphie und Telefon, die kurz darauf von der Standard Elektrizitäts-Gesellschaft (SEG) übernommen wurde, einer Holding des amerikanischen Mischkonzerns International Telephone & Telegraph (ITT). Abtmeyer begann zunächst als Ingenieur in der Geschäftsstelle Hannover mit dem Aufbau und der Revision von Fernmeldeanlagen, wechselte aber bald in die Unternehmensführung. Von 1941 bis zum Kriegsende war er als Assistent des Generaldirektors Alfred Hoffmann in der Unternehmenszentrale in Berlin tätig. Im Jahr 1949 wurde er schließlich selbst zum Generaldirektor ernannt. Ein Jahr später übernahm er diese Position auch in der SEG. In der Folgezeit wurden die Mix & Genest und weitere ITT-Tochterunternehmen auf die ehemalige Führungsholding verschmolzen und 1956 in Standard Elektrik AG umbenannt, aus der im April 1958 durch Fusion mit der C. Lorenz AG schließlich die Standard Elektrik Lorenz AG (SEL) entstand. Auch dort übernahm Abtmeyer die Leitung im Vorstand und begleitete den Aufstieg der Firma zu einem der zehn größten Unternehmen in Deutschland.
Abtmeyer war treibende Kraft hinter der Übernahme und Integration der Graetz KG in den SEL-Unternehmensbereich „Audio-Video“ im Jahr 1961. Im Management seines Unternehmens waren aber nicht alle glücklich über diesen Zukauf. Graetz befand sich schon seit einiger Zeit in der Krise und hätte nicht länger allein überleben können. Der Rundfunk- und Fernsehmarkt verlor allgemein deutlich an Dynamik. Im Jahr 1966, angesichts eines Wachstumsstillstandes des Gesamtunternehmens und nach Umsatzrückgang und Verlusten im Bereich Unterhaltungselektronik, reagierte Hermann Abtmeyer „hart und schnell“ mit Entlassungen und Standortschließungen. 1967 wechselte Abtmeyer in den Aufsichtsrat und übergab die Geschäftsführung an Dieter Möhring. Im selben Jahr wurde er zum Königlich Norwegischen Wahlkonsul für das Land Baden-Württemberg ernannt.
Über seine Funktion bei der Standard Elektrik Lorenz hinaus, war Abtmeyer „ITT Senior Officer Germany“, Aufsichtsratsmitglied und Vizepräsident der International Standard Electric Corp New Ýork und der ITT Europe, Inc. Brüssel. Er saß im Aufsichtsrat weiterer Unternehmen wie der Alfred Teves GmbH, Friedrich Grohe Armaturen-Fabrik, Deutsche ITT Industries GmbH, Standard Telephon und Telegraphen AG in Wien, NSU Motorenwerke AG und der Zentralgesellschaft VFW-Fokker mbH.

## Leistungen und Auszeichnungen
Für seine Leistung beim Wiederaufbau der Wirtschaft erhielt Abtmeyer 1954 das Große Verdienstkreuz des Verdienstordens der Bundesrepublik Deutschland.